# 日本国際問題研究所
公益財団法人日本国際問題研究所（にほんこくさいもんだいけんきゅうしょ、英称：The Japan Institute of International Affairs, JIIA）は、中長期的な外交問題の研究を行う日本のシンクタンク。略称は、国問研（こくもんけん）。元外務省所管。ペンシルベニア大学の世界大学ランキングにおいて、日本及びアジア地域で毎年1位の研究機関に選出されている。

## 概要
1959年（昭和34年）12月、国際問題の研究、知識普及、および海外交流の活発化を目的として吉田茂の主導で設立され、吉田自ら初代会長に就任した。1960年（昭和35年）9月より外務省所管の財団法人となり、研究活動・シンポジウム・講演会・出版などを中心に活動している。2014年（平成26年）4月1日に一般財団法人世界経済調査会と合併。
2008年（平成20年）よりペンシルベニア大学の「シンクタンク・市民社会計画（TTCSP）」研究組織が、「世界のシンクタンク調査」の結果を発表している。全世界の6,300以上のシンクタンクの対象中から、日本国際問題研究所は、アジアのシンクタンク部門では3年連続第1位に選ばれている。また、2014年（平成26年）1月の調査では「世界（米国以外の地域）のトップ50」のうち、第13位に選ばれている。
さらに、2021年1月28日付で公表された米国ペンシルバニア大学による2020年世界有力シンクタンク評価報告書において「シンクタンク・オブ・ザ・イヤー2020(世界トップシンクタンク賞)」(2020 Think Tank of the Year—Top Think Tank in the World)を受賞し、全世界のシンクタンクのランキングにおいても過去最高の8位に選ばれた。
理事長は、外務事務次官経験者の松永信雄・小和田恆・佐藤行雄・野上義二、現理事長の佐々江賢一郎（元外務事務次官、アメリカ合衆国駐箚特命全権大使）を始めとして、外務省OBトップが歴任している。
同研究所には個人会員・法人会員制度が存在する。
時事的な国際問題の分析・検討を行なう雑誌『国際問題』を刊行している。1976年（昭和51年）からは解散した社団法人・欧ア協会の業務も継承した。過去には共産圏の主要な演説・メディアの翻訳・解説記事などを掲載した『共産主義と国際政治』（1985年『ソ連研究』、1992年『ロシア研究』に改題）を刊行していた。その他にも国際問題シリーズ、JIIA選書、JIIA研究、JIIA現代アメリカなどの書籍を刊行している。
また、財団内に置かれた軍縮・科学技術センターは包括的核実験禁止条約の国内事務局としての役割を持ち、地震波、微気圧の計測を日本気象協会、核種の計測分析を日本原子力研究開発機構に委託している。

## 組織
- 本部所在地：東京都千代田区霞が関3-8-1 虎の門三井ビル3階
- 設立：1959年（昭和34年）
- 代表理事・会長：岡素之
- 代表理事・副会長：野上義二、小山田隆、北山禎介、佐々江賢一郎
- 理事長：佐々江賢一郎
- 所長：吉田朋之
- 事務局長兼軍縮・科学技術センター企画部長：首藤明美

## 歴代会長・理事長
会長
| 代   | 氏名       | 在任期間                | 肩書等                                                                     |
| ---- | ---------- | ----------------------- | -------------------------------------------------------------------------- |
| 1    | 吉田茂     | 1959年12月 - 1967年10月 | 内閣総理大臣（第45・48・49・50・51代）                                     |
| 代行 | 鹿島守之助 | 1967年10月 - 1973年6月  | 鹿島建設会長                                                               |
| 2    | 鹿島守之助 | 1973年6月 - 1975年12月  | 同上                                                                       |
| 代行 | 植村甲午郎 | 1975年12月 - 1976年4月  | 旧経団連会長                                                               |
| 3    | 堀田庄三   | 1976年4月 - 1990年2月   | 住友銀行頭取                                                               |
| 代行 | 岩佐凱実   | 1990年2月 - 1991年3月   | 経済同友会代表幹事                                                         |
| 4    | 岩佐凱実   | 1991年3月 - 1999年6月   | 同上                                                                       |
| 5    | 平岩外四   | 1999年7月 - 2007年5月   | 経団連会長、東電会長                                                       |
| 代行 | 服部禮次郎 | 2007年5月 - 2011年4月   | セイコー名誉会長                                                           |
| 6    | 西室泰三   | 2011年4月 - 2016年6月   | 東芝社長、東証社長、東証グループ会長、日本郵政社長、ゆうちょ銀行社長を歴任 |
| 代行 | 三木繁光   | 2016年6月 - 2018年6月   | 三菱UFJ銀行名誉顧問                                                        |
| 7    | 西室泰三   | 2011年4月 - 2016年6月   | 同上                                                                       |
| 代行 | 三木繁光   | 2016年6月 - 2018年6月   | 同上                                                                       |
| 8    | 岡素之     | 2018年6月 - 現任        | 住友商事名誉顧問                                                           |

理事長
| 代 | 氏名         | 在任期間                | 肩書等                                               |
| -- | ------------ | ----------------------- | ---------------------------------------------------- |
| 1  | 久保田貫一郎 | 1962年1月 - 1965年5月   |                                                      |
| 2  | 別府節弥     | 1965年5月 - 1968年4月   |                                                      |
| 3  | 徳永太郎     | 1968年4月 - 1969年9月   |                                                      |
| 4  | 島津久大     | 1969年9月 - 1973年12月  |                                                      |
| 5  | 高橋通敏     | 1973年12月 - 1977年10月 |                                                      |
| 6  | 大野勝巳     | 1977年10月 - 1980年10月 |                                                      |
| 7  | 中川融       | 1980年10月 - 1984年5月  |                                                      |
| 8  | 新関欽哉     | 1984年5月 - 1990年4月   | 元香港総領事、元駐墺・ソ・西独・蒙・印大使           |
| 9  | 松永信雄     | 1990年4月 - 1999年3月   | 元外務事務次官                                       |
| 10 | 小和田恆     | 1999年3月 - 2003年1月   | 元外務事務次官、元国連大使、国際法学者、皇后雅子の父 |
| 11 | 佐藤行雄     | 2003年2月 - 2009年1月   | 元駐蘭・豪・国連大使                                 |
| 12 | 野上義二     | 2009年2月 - 2018年6月   | 元外務事務次官、元駐英大使                           |
| 13 | 佐々江賢一郎 | 2018年6月 -             | 元駐米大使                                           |

## 在籍した人物
括弧内は在籍した当時の主な役職、ハイフン以降はその他の代表的な役職を示す。
- 秋山信将（主任研究員） - 一橋大学大学院法学研究科教授、在ウィーン日本政府代表部公使
- 浅野亮（研究員） - 同志社大学法学部教授
- 阿部信泰（軍縮・不拡散促進センター所長） - 国連事務次長、駐スイス特命全権大使
- 石川薫（所長代行） - 駐カナダ特命全権大使、外務省経済局長
- 稲田十一（研究員） - 専修大学経済学部教授
- 梅本哲也（研究員） - 静岡県立大学国際関係学部教授
- 大村昌弘（研究調査部長） - 駐フィジー特命全権大使、内閣府経済社会総合研究所上席主任研究官
- 長内敬（主幹） - 駐ラトビア特命全権大使、一橋大学大学院社会学研究科客員教授
- 小澤俊朗（所長代行） - 在ウィーン日本政府代表部特命全権大使
- 笠井達彦（研究調査部長） - 駐カザフスタン特命全権大使、一橋大学大学院社会学研究科客員教授
- 川井伸一（研究員） - 愛知大学学長
- 上野俊彦（主任研究員） - 上智大学外国語学部教授
- 小窪千早（研究員） - 静岡県立大学国際関係学部講師
- 片田さおり（客員研究員）　- 南カリフォルニア大学教授、世界国際関係学会副会長
- 斎木尚子（副所長） - 外務省研修所長、外務省国際法局長
- 佐藤行雄（副会長） - 国連大使、外務省北米局長
- 重家俊範（所長代理） - 駐大韓民国特命全権大使、外務省中東アフリカ局長
- 杉本信行（主任研究員） - 上海総領事
- 鈴木一人（客員研究員） - 東京大学公共政策大学院教授
- 須藤隆也（軍縮・不拡散促進センター所長） - 駐エジプト特命全権大使、外務省中近東アフリカ局長
- 高橋邦夫（研究調査部長） - 駐ネパール特命全権大使、日本総合研究所国際戦略研究所副理事長
- 樽井澄夫（軍縮・不拡散促進センター所長） - 日本台湾交流協会台北事務所長、防衛参事官
- 西川賢（研究員） - 津田塾大学学芸学部准教授
- 西村六善（客員研究員） - 内閣官房参与、外務省欧亜局長
- 星野俊也（主任研究員） - 大阪大学副学長、国際連合日本政府代表部大使
- 松田邦紀（研究調整部長） - 駐パキスタン特命全権大使
- 宮本悟（研究員） - 聖学院大学政治経済学部教授
- 毛里和子（研究員） - 早稲田大学政治経済学部教授
- 山上信吾（所長代行） - 外務省経済局長、駐オーストラリア特命全権大使

## 定期刊行物
- 『国際問題』（月刊）　2006年4月より電子版にて配信

https://www2.jiia.or.jp/BOOK/
- AJISS-Commentary 電子版にて配信

https://www.jiia.or.jp/en/ajiss_commentary/